# Pamela Rabe
Pamela June Koropatnick (Oakville, Canadá, 30 de abril de 1959), más conocida como Pamela Rabe, es una actriz canadiense-australiana que ha destacado principalmente por sus participaciones en teatro.

## Biografía
Es hija de Reta Rabe, es la séptima de ocho hermanos.
Fue miembro del Consejo de Administración del NIDA.
Pamela está casada con el director de teatro australiano Roger Hodgman.

## Carrera
En 1990 apareció como invitada en la serie A Country Practice donde dio vida a Marnie Rose.
En 1995 apareció como personaje recurrente de la serie Ocean Girl donde interpretó a la comandante Byrne.
En 1996 se unió al elenco de la serie Mercury donde dio vida a Clare Bannister.
A finales de septiembre del 2013 se anunció que Pamela se uniría al elenco principal de la segunda temporada de la serie Wentworth donde interpretará a Joan "The Freak" Ferguson, la nueva gobernadora de la prisión.

## Filmografía

### Serie de televisión
| Año             | Serie                 | Personaje                 | Notas                            |
| --------------- | --------------------- | ------------------------- | -------------------------------- |
| 2017 - presente | Fucking Adelaide      | Maude                     | miniserie                        |
| 2014 - presente | Wentworth             | Joan "The Freak" Ferguson | 48 episodios                     |
| 2005            | Holly's Heroes        | Mrs. Rocacelli            | 3 episodios                      |
| 2003            | CrashBurn             | Andy                      | episodio "Seven Letters or Less" |
| 2003            | The Secret Life of Us | Luciana                   | 9 episodios                      |
| 2001            | Stingers              | Eve Reisner               | episodio "True Colours"          |
| 1997            | Frontier              | Rosa Campbell Praed       | miniserie                        |
| 1996            | Mercury               | Clare Bannister           | 13 episodios                     |
| 1996            | The Bite              | Samira Nazib              | miniserie                        |
| 1995            | Ocean Girl            | Comandante Byrne          | 13 episodios                     |
| 1993            | Seven Deadly Sins     | Greed                     | miniserie                        |
| 1990            | A Country Practice    | Marnie Rose               | 2 episodios                      |

### Películas
| Año  | Título                          | Personaje        | Notas |
| ---- | ------------------------------- | ---------------- | --- |
| 2013 | For Those Who Can Tell No Tales | -                | junto a Jasna Djuricic, Boris Isakovic, Leon Lucev, Simon McBurney y Kym Vercoe                                |
| 1997 | The Well                        | Hester           | junto a Miranda Otto, Frank Wilson, Steve Jacobs, Genevieve Lemon y Simon Lyndon                               |
| 1997 | Paradise Road                   | Mrs. Tippler     | junto a Glenn Close, Frances McDormand, Pauline Collins, Cate Blanchett y Jennifer Ehle                        |
| 1996 | Lust and Revenge                | Mujer Odiosa     | junto a Nicholas Hope, Claudia Karvan, Chris Haywood, Norman Kaye, Max Gillies y Wendy Hughes                  |
| 1996 | Cosi                            | Ruth             | junto a Ben Mendelsohn, Barry Otto, Toni Collette, Rachel Griffiths, Colin Friels, Jacki Weaver y David Wenham |
| 1995 | Vacant Possession               | Tessa            | junto a John Stanton, Toni Scanlan, Linden Wilkinson, Bill Young y Tony Barry                                  |
| 1993 | Sirens                          | Rose Lindsay     | junto a Hugh Grant, Tara Fitzgerald, Sam Neill, Elle Macpherson, Portia de Rossi y Ben Mendelsohn              |
| 1992 | The Leaving of Liverpool        | Mrs. Lang        | junto a Kevin Knapman, Christine Tremarco, Frances Barber, John Hargreaves y Bill Hunter                       |
| 1989 | Against the Innocent            | Mujer Americana  | junto a Chris Barrett, Francis Bell, Sue Byrne y Monica Cameron                                                |
| 1987 | Nancy Wake                      | Madeleine        | junto a Noni Hazlehurst, John Waters, Alan Andrews y Shane Briant                                              |
| 1986 | A Single Life                   | Margaret Bennett | junto a Tina Bursill, Terence Donovan, John Higginson y Jane Clifton                                           |

### Directora y narradora
| Año  | Título                                | Notas                  |
| ---- | ------------------------------------- | ---------------------- |
| 2011 | Porn Cake                             | obra - directora       |
| 2011 | In The Next Room or The Vibrator Play | obra - directora       |
| 2009 | Elling                                | obra - directora       |
| 2004 | The Boy Who Feeds Cats                | corto - narradora      |
| 2002 | The Shadow of Mary Poppins            | documental - narradora |

### Teatro[4]
| Año        | Obra                         | Personaje       | Director           | Teatro              | Notas                                                               |
| ---------- | ---------------------------- | --------------- | ------------------ | ------------------- | ------------------------------------------------------------------- |
| 2014       | The Glass Menagerie          | Amanda          | Eamon Flack        | Belvior St. Theatre | junto a Rose Riley, Harry Greenwood y Luke Mullins                  |
| 2012       | Les Liaisons Dangereuses     | -               | Sam Strong         | Wharf Theatre       | junto a Heather Mitchell, Justine Clarke y Hugo Weaving             |
| 2011       | Grey Gardens                 | Edith B. Beale  | Roger Hodgman      | -                   | junto a Ariel Kaplan, Nancye Hayes y Liz Stiles                     |
| 2011       | Hamlet                       | -               | Simon Phillips     | Sumner Theatre      | junto a Ewen Leslie, John Adam, Brian Vriends y Lachlan Woods       |
| 2009       | God of Carnage               | -               | Peter Evans        | -                   | junto a Natasha Herbert, Geoff Morrell y Hugo Weaving               |
| 2009       | The War of The Roses         | Rey Richard III | Benedict Andrews   | Sydney Theatre      | junto a Cate Blanchett, Ewen Leslie y Marta Dusseldorp              |
| 2008       | The V. Monologues            | -               | -                  | Parade Theatre      | junto a Noni Hazlehurst, Jacki Weaver y Julia Zemiro                |
| 2005       | The Cherry Orchard           | -               | Howard Davies      | -                   | junto a Peter Carroll, Robyn Nevin, Cameron Stewart y Anna Torv     |
| 2003, 2004 | Blithe Spirit                | -               | Roger Hodgman      | Drama Theatre       | junto a Merridy Eastman, Miriam Margolyes y Geoff Morrell           |
| 2003       | Holy Day                     | -               | Ariette Taylor     | Sydney Theatre      | junto a Abe Forsythe, Anthony Phelan y Steve Le Marquand            |
| 2001       | Salt                         | -               | Jennifer Hagan     | -                   | junto a Ruth Cracknell y Socratis Otto                              |
| 1998       | The Misanthrope              | -               | Simon Phillips     | -                   | junto a Sophie Heathcote, Kim Gyngell y Simon Wood                  |
| 1997, 1998 | A Little Night Music         | -               | Roger Hodgman      | Playhouse Theatre   | junto a John O'May, Lisa McCune y Ruth Cracknell                    |
| 1998       | Misalliance                  | -               | Christopher Newton | Melbourne Theatre   | junto a Max Gillies, Rhys McConnochie y Marta Dusseldorp            |
| 1996       | The Rover                    | -               | Roger Hodgman      | Playhouse Theatre   | junto a Dennis Coard, Colette Mann y Andrew McFarlane               |
| 1996       | Private Lives                | -               | Roger Hodgman      | Fairfax Theatre     | junto a Lewis Fiander, Alice Garner y William McInnes               |
| 1994       | Cosi                         | -               | Nadia Tass         | Russell St. Theatre | junto a Barry Otto, Nadine Garner, Suzi Dougherty y Kim Gyngell     |
| 1993       | Much Ado About Nothing       | -               | Roger Hodgman      | Princess Thetare    | junto a Frances O'Connor, Kim Gyngell y Hugo Weaving                |
| 1992       | Lost in Yonkers              | -               | Philip Cusack      | Lyric Theatre       | junto a Ruth Cracknell, Damon Herriman y Nicholas Hammond           |
| 1992       | Much Ado About Nothing       | -               | Wayne Harrison     | -                   | junto a Ron Haddrick, John Howard y Garry McDonald                  |
| 1991       | The Wizard of Oz-The Musical | -               | Philip Cusack      | State Theatre       | junto a Diana Davidson, Cameron Daddo y David Whitney               |
| 1991       | The Marriage of Figaro       | -               | Jean-Pierre Mignon | -                   | junto a Reg Evans, Julie Forsyth, Jacek Koman y Barry Otto          |
| 1990       | A Moon for the Misbegotten   | -               | Janis Balodis      | Russell Theatre     | junto a Philip Holder, Rhys Muldoon y George Whaley                 |
| 1990       | Three Sisters                | -               | Richard Wherrett   | Drama Theatre       | junto a Ron Haddrick, Rebecca Frith, Angie Milliken y Linda Cropper |
| 1990       | The Heidi Chronicles         | -               | Roger Hodgman      | Russell St. Theatre | junto a Robert Menzies, Merridy Eastman y Alison Whyte              |
| 1990       | The Secret Rupture           | -               | Rodney Fisher      | Sydney Theatre      | junto a Heather Mitchell, Linda Cropper y Hugo Weaving              |
| 1989       | The Ham Funeral              | -               | Philip Cusack      | Wharf Theatre       | junto a Maggie Kirkpatrick, Max Cullen, Robyn Nevin y Kerry Walker  |
| 1989       | The Chery Orchard            | -               | Roger Hodgman      | Playhouse Theatre   | junto a Dennis Coard, Helen Morse, Nadine Garner y Robyn Nevin      |
| 1988       | Tristram Shandy-Gent         | -               | Simon Phillips     | Russell St. Theatre | junto a Richard Piper, Janet Andrewartha y Geoffrey Rush            |
| 1985       | Blue Window                  | -               | Murray Copland     | St Martins Theatre  | junto a Peter Hosking, Judith McGrath y Kirsty Child                |
| 1984, 1985 | A Midsummer Night's Dream    | -               | Roger Hodgman      | Athenaeum Theatre   | junto a Genevieve Picot, Linda Cropper y Bruce Spence               |
| 1985       | Visions                      | -               | Roger Hodgman      | Russell St. Theatre | junto a Don Bridges, Janet Andrewartha y Kerry Walker               |
| 1984       | The Curse of the Werewolf    | -               | John Sumner        | -                   | junto a Andrew Barker, John Murphy y Janet Andrewartha              |
| 1984       | Top Girls                    | -               | Roger Hodgman      | Russell St. Theatre | junto a Nancy Black, Belinda Davey y Genevieve Picot                |
| 1983       | The Maid's Tragedy           | -               | Barry Kyle         | Athenaeum Theatre   | junto a Elizabeth Alexander, Lewis Fitz-Gerald y Robert Coleby      |
| 1983       | The Winter's Tale            | -               | John Sumner        | Athenaeum Theatre   | junto a Chris Connelly, Douglas Hedge, Denis Moore y Judy Nunn      |

## Premios y nominaciones
| Año  | Categoría                                        | Premio                        | Series / Película | Resultado |
| ---- | ------------------------------------------------ | ----------------------------- | ----------------- | --------- |
| 2018 | Most Outstanding Actress                         | Logie Award                   | Wentworth         | Ganó      |
| 2016 | Best Lead Actress In A Television Drama          | AACTA Award                   | Wentworth         | Nominada  |
| 2016 | Most Outstanding Actress                         | Logie Award                   | Wentworth         | Nominada  |
| 2016 | Best Lead Actress – Drama                        | AACTA Award                   | Wentworth         | Ganó      |
| 1998 | Best Actor - Female                              | Dolly Teen Choice Award       | The Well          | Nominada  |
| 1997 | Best Performance by an Actress in a Leading Role | FCCA Award                    | The Well          | Ganó      |
| 1997 | Best Actress                                     | Stockholm Film Festival Award | The Well          | Ganó      |